# Litoria granti
Litoria granti är en groddjursart som först beskrevs av George Albert Boulenger 1914.  Litoria granti ingår i släktet Litoria och familjen lövgrodor. IUCN kategoriserar arten globalt som otillräckligt studerad. Inga underarter finns listade i Catalogue of Life.